# پوانت میلو
پوانت میلو (به فرانسوی: Pointe Milou) یک منطقهٔ مسکونی در فرانسه است که در سن بارتلمی در کارائیب واقع شده‌است.